# Asdrubale Mattei
Asdrubale Mattei est un mécène et collectionneur d'art italien né en 1556 et mort en 1638.

## Biographie
Issu de la célèbre famille aristocratique des Mattei, Asdrubale porte le titre de marquis de Giove. Il est le frère de Ciriaco Mattei, et de Girolamo Mattei (nommé cardinal par le pape Sixte V). Tous trois sont également férus d'art et sont notamment proches du peintre Le Caravage. 
Leur famille réside au palais Mattei de Rome, mais Asdrubale fait construire par Carlo Maderno un nouveau palais, le palais Mattei di Giove, dans le rione Sant'Angelo à Rome, où il installe son immense collection d'art, encore renforcée par le legs de son frère aîné Ciriaco Mattei lorsque le fils de celui-ci meurt en 1631,. 
Il  a pour épouse Costanza Gonzaga.
Le tableau (ill. ci-contre), conservé au musée Condé du château de Chantilly, et qui est attribué à Pierre de Cortone, représente un membre de la famille Mattei, sans que l'on puisse préciser s'il s'agit d'Asdrubale, de son frère Ciriaco, ou plutôt du fils aîné de celui-ci Giovanni Battista.